# Triunvirato de Gobierno de 1853
El Triunvirato de Gobierno de 1853 fue un Poder Ejecutivo transitorio que gobernó Uruguay entre el 25 de septiembre de 1853 y el 12 de marzo de 1854. Estuvo integrado por Venancio Flores, Juan Antonio Lavalleja y Fructuoso Rivera.

Miembros del Triunvirato
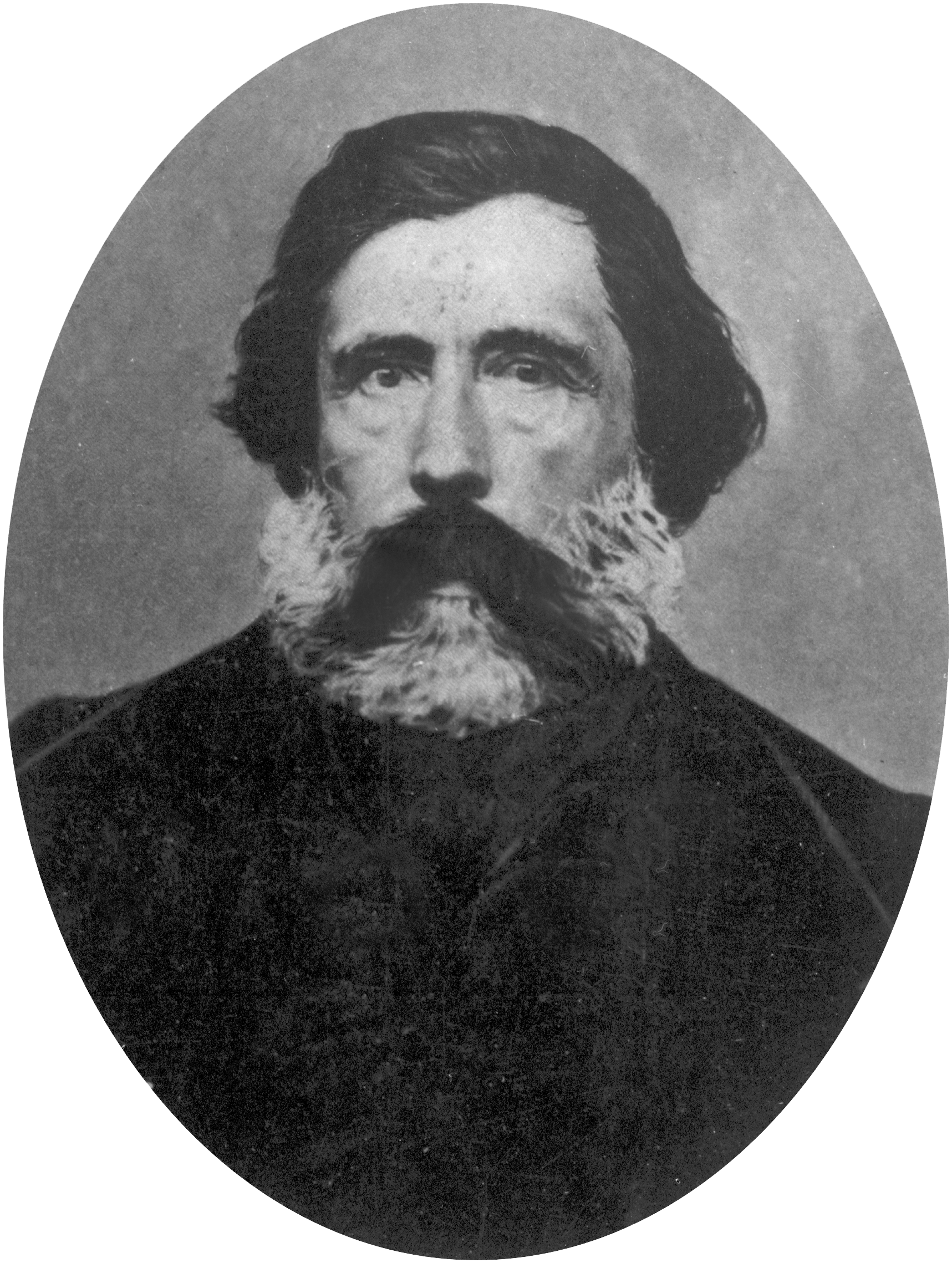
Venancio Flores
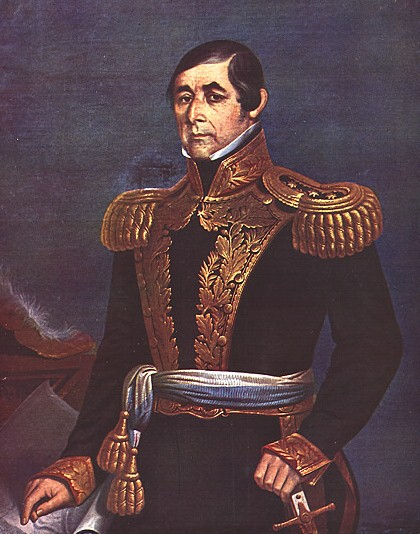
Fructuoso Rivera
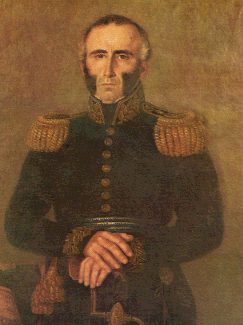
Juan Antonio Lavalleja

Luego de la Paz de octubre de 1851, que puso fin a la Guerra Grande con el lema de que entre los blancos del Gobierno del Cerrito y los colorados del Gobierno de la Defensa «no habría vencidos ni vencedores», existía un gran consenso en que el próximo Presidente de la República sería el general Eugenio Garzón. Pero su inesperado fallecimiento determinó que se eligiera a Juan Francisco Giró. En 1852 Venancio Flores fue designado Jefe Político de Montevideo.
El gobierno de Giró se caracterizó por un intento de integración de los grupos blancos y colorados, en lo que se dio en llamar la política de fusión. Como parte de ésta, Venancio Flores fue designado ministro de Guerra y Marina. Sin embargo, la pugna política entre los dos principales partidos políticos se acentuó. Uno de los factores de distanciamiento fue la rivalidad entre la Guardia Nacional, fundada por Manuel Oribe, y el Ejército, predominantemente colorado y liderado por Flores.
Dadas las turbulencias políticas que afectaron el gobierno de Giró, Flores forzó su renuncia. Para culminar el mandato del presidente constitucional se designó a un triunvirato, integrado por el mismo Flores, Juan Antonio Lavalleja y Fructuoso Rivera. Las muertes de Lavalleja el 22 de octubre y de Rivera, que venía desde Río Grande del Sur, ocurrida el 13 de enero de 1854, determinaron que, en los hechos, fuera Flores el que ejerciera el Poder Ejecutivo entre 1853 y 1854. Finalmente, fue elegido presidente para completar el período correspondiente a Giró, hasta 1855, cuando daría comienzo la Rebelión de los Conservadores.

## Gabinete de gobierno
| Ministerio                       | Nombre                      | Período   |
| -------------------------------- | --------------------------- | --------- |
| Gobierno y Relaciones Exteriores | Juan Carlos Gómez           | 1853      |
| Gobierno y Relaciones Exteriores | Juan José Aguiar            | 1853-1854 |
| Hacienda                         | Santiago Sayago             | 1853      |
| Hacienda                         | José Zubillaga              | 1853-1854 |
| Guerra y Marina                  | Lorenzo Batlle              | 1853      |
| Guerra y Marina                  | Enrique Santiago del Carmen | 1853-1854 |